# Bluff City (Tennessee)
Bluff City és una població dels Estats Units a l'estat de Tennessee. Segons el cens del 2000 tenia 1.559 habitants.

## Demografia
Segons el cens del 2000, Bluff City tenia 1.559 habitants, 662 habitatges, i 450 famílies. La densitat de població era de 398,6 habitants/km².
Dels 662 habitatges en un 29,2% hi vivien nens de menys de 18 anys, en un 52,6% hi vivien parelles casades, en un 11,3% dones solteres, i en un 31,9% no eren unitats familiars. En el 28,2% dels habitatges hi vivien persones soles l'11% de les quals corresponia a persones de 65 anys o més que vivien soles. El nombre mitjà de persones vivint en cada habitatge era de 2,35 i el nombre mitjà de persones que vivien en cada família era de 2,84.
Per edats la població es repartia de la següent manera: un 23% tenia menys de 18 anys, un 9% entre 18 i 24, un 33,2% entre 25 i 44, un 22,8% de 45 a 60 i un 11,9% 65 anys o més.
L'edat mediana era de 35 anys. Per cada 100 dones de 18 o més anys hi havia 86,3 homes.
La renda mediana per habitatge era de 31.587 $ i la renda mediana per família de 36.938 $. Els homes tenien una renda mediana de 26.422 $ mentre que les dones 19.957 $. La renda per capita de la població era de 14.175 $. Entorn de l'11% de les famílies i el 14,7% de la població estaven per davall del llindar de pobresa.

## Poblacions més properes
El següent diagrama mostra les poblacions més properes.